# Aplikacja prokuratorska
Aplikacja prokuratorska – proces szkolenia absolwentów prawa (aplikacja) przygotowujący do objęcia urzędów asesora prokuratury i prokuratora. Aplikacja prokuratorska prowadzona jest przez Krajową Szkołę Sądownictwa i Prokuratury w Krakowie, trwa 36 miesięcy. Aplikanci nie mogą podejmować zatrudnienia (z wyjątkiem działalności naukowej i dydaktycznej).
Aplikantem powszechnej jednostki organizacyjnej prokuratury może zostać osoba, która:
- posiada obywatelstwo polskie i korzysta z pełni praw cywilnych i obywatelskich
- jest nieskazitelnego charakteru
- ukończyła wyższe studia prawnicze w Polsce i uzyskała tytuł magistra lub zagraniczne uznane w Polsce.

Aplikant mógł w okresie obowiązywania procedury karnej z 1969 roku występować przed sądem rejonowym w charakterze oskarżyciela publicznego w sprawach w postępowaniu uproszczonym.